# توماس ليونيداس كريتندن
توماس ليونيداس كريتندن (بالإنجليزية: Thomas Leonidas Crittenden)‏ هو ضابط أمريكي، ولد في 15 مايو 1819 في روسلفيل في الولايات المتحدة، وتوفي في 23 أكتوبر 1893 في Annadale, Staten Island ‏ في الولايات المتحدة.